# Imatge ISO
Una Imatge ISO, és un format d'arxiu informàtic, que permet emmagatzemar el contingut d'un Disc compacte, DVD o Blu-ray de forma que podem generar una còpia idèntica a l'original a partir de la imatge ISO. La majoria de programari de gravació de CD i DVD, permeten la gravació d'un disc a partir de l'arxiu ISO. A més algunes utilitats, permeten muntar la imatge en una unitat virtual, permetent la lectura d'aquesta, sense fer imprescindible la gravació de la imatge en un CD o DVD.

Una imatge ISO és una de les millors formes de poder fer una rèplica exacta d'un DVD, CD o Blu-Ray per mantenir segur l'original, per gravar la imatge necessitarem un pendrive o targeta de memòria de almenys 8 Gb. De capacitat, encara que depenent de la mida de la imatge que volem ISO que volem gravar podria ser de 4 Gb.